# Buró Político del Partido Comunista de Vietnam
El Buró Político del Comité Central del Partido Comunista de Vietnam (vietnamita: Bộ Chính trị Ban Chấp hành Trung ương Đảng Cộng sản Việt Nam), anteriormente Comité Permanente del Comité Central (de 1930 a 1951), es el máximo organismo del Partido Comunista de Vietnam (CPV) que funciona entre las reuniones del Comité Central, las cuales se llevan a cabo 2 veces al año. De acuerdo a las normas del Partido, el Buró Político tiene a su cargo la orientación general del gobierno y ejecuta políticas que han sido aprobadas por el Congreso Nacional del Partido o por el Comité Central.
Los miembros del Buró Político son elegidos (de acuerdo a un ranking) por el Comité Central luego del un Congreso Nacional del Partido. El actual Buró Político, el 11°, fue elegido por el Comité Central luego del 11° Congreso Nacional y está conformado por 16 miembros. El miembro de mayor rango es el Secretario General del Partido Comunista de Vietnam Nguyễn Phú Trọng.